# Liste der Buchtitel auf der SWR-Bestenliste 2022
Auf dieser Liste der Buchtitel auf der SWR-Bestenliste 2022 werden die literarischen Werke aufgeführt, welche sich im Kalenderjahr 2022 auf der monatlich erscheinenden Literaturkritiker-Liste platzieren konnten. In diesem Jahr konnten sich 93 verschiedene Buchtitel auf der Bestenliste platzieren.
Mit 3 Monaten am häufigsten auf der Liste vertreten, waren dabei die Werke von Juri Andruchowytsch, Michel Houellebecq, Yasmina Reza, Peter Kurzeck und Esther Kinsky.
Der Suhrkamp Verlag konnte mit 17 Buchtiteln die meisten Werke auf der Liste platzieren, vor Hanser mit 12 und Rowohlt mit 7 Titel.
| Autor                           | Titel                                                                                             | Anzahl Nr. 1 Platzierungen |
| ------------------------------- | ------------------------------------------------------------------------------------------------- | -------------------------- |
| Ahmet Altan                     | Hayat heißt Leben                                                                                 |                            |
| Jurij Andruchowytsch            | Radio Nacht                                                                                       |                            |
| Ferenc Barnás                   | Bis ans Ende unserer Leben                                                                        |                            |
| Jürgen Becker                   | Die Rückkehr der Gewohnheiten                                                                     |                            |
| Kristine Bilkau                 | Nebenan                                                                                           |                            |
| Ádám Bodor                      | Die Vögel von Verhovina                                                                           |                            |
| Gianfranco Calligarich          | Der letzte Sommer in der Stadt                                                                    |                            |
| Emmanuel Carrère                | Yoga                                                                                              | 1                          |
| Mircea Cărtărescu               | Melancolia                                                                                        |                            |
| Inger Christensen               | Sich selber sehen möchte die Welt                                                                 |                            |
| Simone de Beauvoir              | Die Unzertrennlichen                                                                              |                            |
| Tove Ditlevsen                  | Gesichter                                                                                         |                            |
| Daniela Dröscher                | Lügen über meine Mutter                                                                           |                            |
| Marian Engel                    | Bär                                                                                               |                            |
| Annie Ernaux                    | Das andere Mädchen                                                                                |                            |
| Jenny Erpenbeck                 | Kairos                                                                                            |                            |
| Monika Fagerholm                | Wer hat Bambi getötet?                                                                            | 1                          |
| Jan Faktor                      | Trottel                                                                                           |                            |
| Julia Franck                    | Welten auseinander                                                                                | 1                          |
| Damon Galgut                    | Das Versprechen                                                                                   |                            |
| Marie Gamillscheg               | Aufruhr der Meerestiere                                                                           |                            |
| Heike Geißler                   | Die Woche                                                                                         |                            |
| Joshua Groß                     | Prana Extrem                                                                                      |                            |
| Durs Grünbein                   | Äquidistanz                                                                                       |                            |
| Norbert Gstrein                 | Vier Tage, drei Nächte                                                                            |                            |
| Abdulrazak Gurnah               | Das verlorene Paradies                                                                            |                            |
| Abdulrazak Gurnah               | Fremde Gestade                                                                                    |                            |
| Wolf Haas                       | Müll                                                                                              |                            |
| Mohsin Hamid                    | Der letzte weiße Mann                                                                             |                            |
| Monika Helfer                   | Löwenherz                                                                                         |                            |
| Stefan Hertmans                 | Der Aufgang                                                                                       |                            |
| Werner Herzog                   | Jeder für sich und Gott gegen alle                                                                |                            |
| Alois Hotschnig                 | Der Silberfuchs meiner Mutter                                                                     | 1                          |
| Michel Houellebecq              | Vernichten                                                                                        |                            |
| Thomas Hürlimann                | Der rote Diamant                                                                                  |                            |
| Yael Inokai                     | Ein simpler Eingriff                                                                              |                            |
| Franz Kafka                     | Die Zeichnungen                                                                                   |                            |
| Reinhard Kaiser-Mühlecker       | Wilderer                                                                                          | 1                          |
| Ilya Kaminsky                   | Republik der Taubheit                                                                             |                            |
| Claire Keegan                   | Kleine Dinge wie diese                                                                            |                            |
| Jack Kerouac                    | Die Dharmajäger                                                                                   |                            |
| Imre Kertész                    | Heimweh nach dem Tod                                                                              |                            |
| Anna Kim                        | Geschichte eines Kindes                                                                           | 1                          |
| Esther Kinsky                   | Rombo                                                                                             |                            |
| Karl Ove Knausgård              | Der Morgenstern                                                                                   |                            |
| Ursula Krechel                  | Gehen. Träumen. Sehen. Unter Bäumen                                                               |                            |
| Peter Kurzeck                   | Und wo mein Haus?                                                                                 |                            |
| Fran Lebowitz                   | New York und der Rest der Welt                                                                    |                            |
| Wolfram Lotz                    | Heilige Schrift I                                                                                 |                            |
| Claudio Magris                  | Gekrümmte Zeit in Krems                                                                           |                            |
| Gavin Maxwell                   | Ein Ring aus hellem Wasser                                                                        |                            |
| Ian McEwan                      | Lektionen                                                                                         |                            |
| Miklós Mészöly                  | Spurensicherung                                                                                   |                            |
| Martin Mosebach                 | Taube und Wildente                                                                                |                            |
| Fiston Mwanza Mujila            | Tanz der Teufel                                                                                   |                            |
| Gerald Murnane                  | Inland                                                                                            |                            |
| Péter Nádas                     | Schauergeschichten                                                                                | 1                          |
| Ágnes Nemes Nagy                | Mein Hirn: ein See                                                                                |                            |
| Eckhart Nickel                  | Spitzweg                                                                                          | 1                          |
| Sigrid Nunez                    | Eine Feder auf dem Atem Gottes                                                                    |                            |
| Emine Sevgi Özdamar             | Ein von Schatten begrenzter Raum                                                                  |                            |
| Kathy Page                      | Alphabet                                                                                          |                            |
| Orhan Pamuk                     | Die Nächte der Pest                                                                               |                            |
| Pier Paolo Pasolini             | Nach meinem Tod zu veröffentlichen                                                                |                            |
| Christoph Peters                | Der Sandkasten                                                                                    |                            |
| Deesha Philyaw                  | Church Ladies                                                                                     |                            |
| Katerina Poladjan               | Zukunftsmusik                                                                                     | 1                          |
| Yasmina Reza                    | Serge                                                                                             |                            |
| Marieke Lucas Rijneveld         | Kalbskummer. Phantomstute                                                                         |                            |
| Slata Roschal                   | 153 Formen des Nichtseins                                                                         |                            |
| Joseph Roth                     | Rot und Weiss. Wanderer zwischen Städten                                                          |                            |
| Ralf Rothmann                   | Die Nacht unterm Schnee                                                                           | 1                          |
| Mary Ruefle                     | Mein Privatbesitz                                                                                 |                            |
| Mohamed Mbougar Sarr            | Die geheimste Erinnerung der Menschen                                                             |                            |
| George Saunders                 | Bei Regen in einem Teich schwimmen: von den russischen Meistern lesen, schreiben und leben lernen |                            |
| Norbert Scheuer                 | Mutabor                                                                                           |                            |
| Christiane Schlötzer            | Istanbul – Ein Tag und eine Nacht                                                                 |                            |
| Julia Schoch                    | Das Vorkommnis                                                                                    |                            |
| Daniel Schulz                   | Wir waren wie Brüder                                                                              |                            |
| Edgar Selge                     | Hast du uns endlich gefunden                                                                      |                            |
| Adania Shibli                   | Eine Nebensache                                                                                   |                            |
| Aleš Šteger                     | Neverend                                                                                          | 1                          |
| Maria Stepanova                 | Mädchen ohne Kleider                                                                              |                            |
| Robert Stripling                | Unter Stunden – Album 1                                                                           |                            |
| Matthew Sweeney                 | Der Schatten der Eule                                                                             |                            |
| Uwe Tellkamp                    | Der Schlaf in den Uhren                                                                           |                            |
| Olga Tokarczuk                  | Übungen im Fremdsein                                                                              |                            |
| Andrea Tompa                    | Omertà                                                                                            |                            |
| Tomas Venclova                  | Variationen über das Thema Erwachen                                                               |                            |
| Martin Walser Cornelia Schleime | Das Traumbuch. Postkarten aus dem Schlaf                                                          |                            |
| Christine Wolter                | Die Alleinseglerin                                                                                |                            |